# اختا، هندوستان
اختا، هندوستان (به انگلیسی: Akhta, India) یک منطقهٔ مسکونی در هند است که در بیهار واقع شده‌است.